# Rückenstreifen-Fettschwanzmaki

Verbreitungsgebiet des Rückenstreifen-Fettschwanzmakis (rot)

Der Rückenstreifen-Fettschwanzmaki (Cheirogaleus sibreei) ist eine Primatenart aus der Gruppe der Lemuren. Die Art ist bislang nur durch Museumsexemplare bekannt.
Rückenstreifen-Fettschwanzmakis ähneln den Braunen Fettschwanzmakis. Ihr Fell ist am Rücken graubraun gefärbt, der Bauch und die Flanken sind weißlich-grau. Namensgebendes Merkmal ist ein dunkler Aalstrich am Rücken. Der Kopf ist rundlich, die dunklen Augenringe sind im Gegensatz zu anderen Fettschwanzmakis nur schwach ausgeprägt. Die Ohren sind dunkel und leicht behaart.
Die Exemplare stammen aus drei verschiedenen Orten im Osten der Insel Madagaskar, ihr Lebensraum sind demnach Regenwälder. Ansonsten ist nichts über ihre Lebensweise bekannt, möglicherweise stimmt sie mit der des Großen Fettschwanzmakis überein.
Die IUCN listet die Art als „vom Aussterben bedroht“ (critically endangered).